# Smeringopus natalensis
Smeringopus natalensis är en spindelart som beskrevs av Lawrence 1947. Smeringopus natalensis ingår i släktet Smeringopus och familjen dallerspindlar. Inga underarter finns listade i Catalogue of Life.